# Крестецкая улица
Крестецкая улица — улица в Старой Руссе. Одна из основных транспортных магистралей города, проходит через исторический центр города от Воскресенской улицы до границы города, за которой переходит в трассу 49К-11.

## История
Первоначальное название Крестецкая. Название дано по городу Крестцы, в который эта улица вела.
В советское время получила имя немецкого философа и экономиста, основоположника научного коммунизма Карла Маркса (1818—1883).
С лета 1922 года по улице проходил маршрут трамвая (ж/д вокзал — Курорт), в 1924 году маршрут был электрифицирован. Трамвайное сообщение прекратилось в годы Великой Отечественной войны и более не восстанавливалось.
В здании Алексеевского реального училища в 1941 году формировалась партизанская бригада
В 1958 году в Старой Руссе в границах улиц Минеральной, Гостинодворской и Крестецкой был заложен Парк Победы. В центре парка 3 ноября 1964 года был открыт монумент Славы — памятник освободителям города от немецко-фашистских захватчиков (архитекторы Е. М. Раппопорт, П. И. Юшканцев и скульптор А. Н. Черницкий, проект монумента — дипломная работа всех авторов).
В апреле 2010 года губернатор Новгородской области С. Г. Митин выступил за возвращение улице исторического названия, назвав её текущее название топонимическим мусором. Решением Совета депутатов города Старая Русса от 10.12.2014 № 84 улице было возвращено историческое название.

## Достопримечательности
Парк Победы
Церковь Троицы Живоначальной (угол с улицей Тимура Фрунзе).
д. 2 — здание бывшей пожарной команды (1887) 
д. 3 — бывший дом Петрова 
д. 4 — Бывшее Алексеевское реальное училище (1911—1914, архитектор К. С. Яроцкий). 
д. 5 — бывший дом Н. П. Беляева (дом описан в романе «Братья Карамазовы» как дом Екатерины Верховцевой)
д. 13 — бывший дом Чистякова
Долговременная огневая точка (напротив д. 75)

## Известные жители
д. 2 — родился Николай Яковлев (1898—1972), в будущем видный советский военачальник, маршал артиллерии (мемориальная доска).
д. 21 — Г. И. Смирнов (1921—1983), основатель дома-музея Ф. М. Достоевского (мемориальная доска).

## Галерея

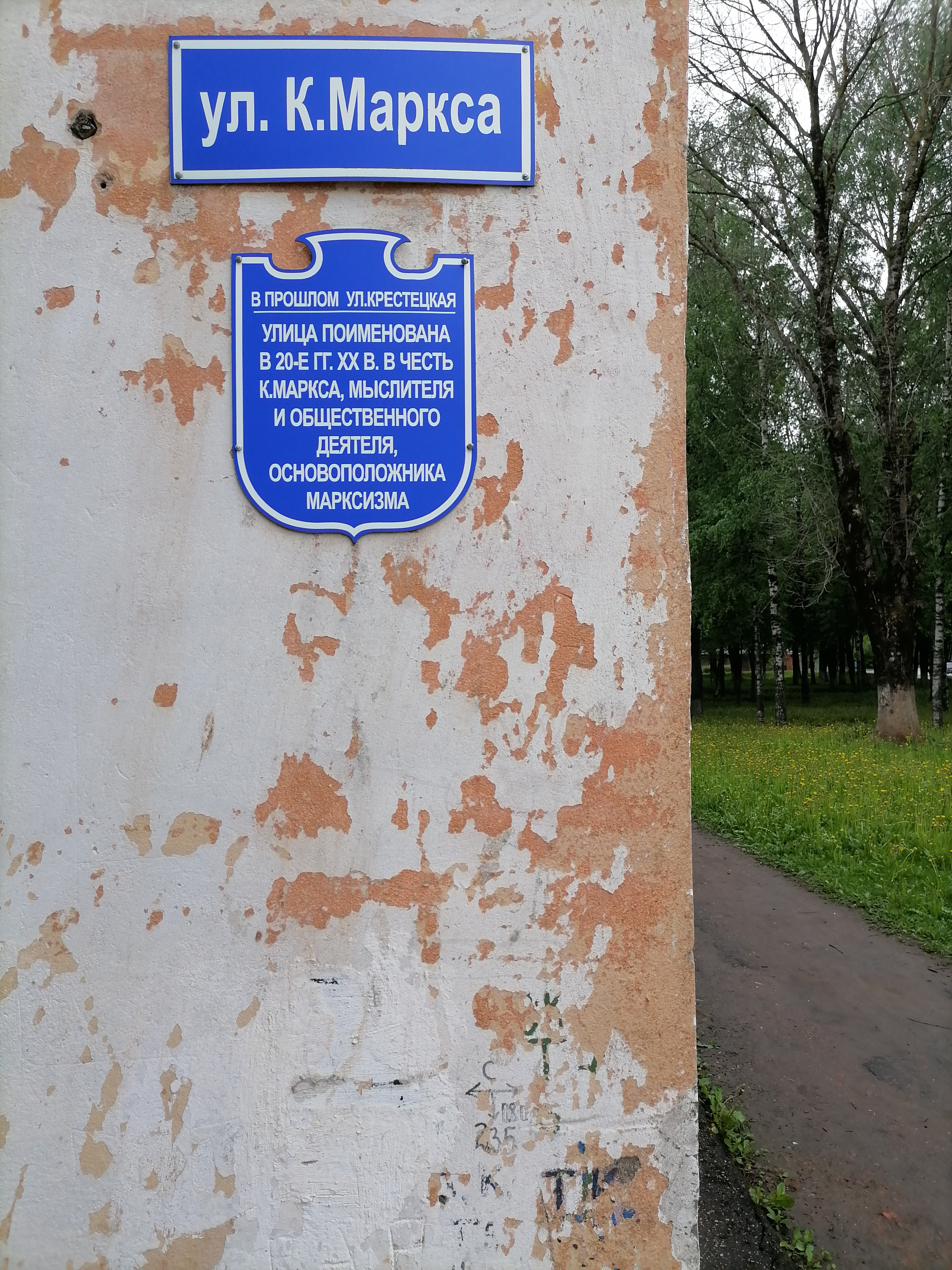
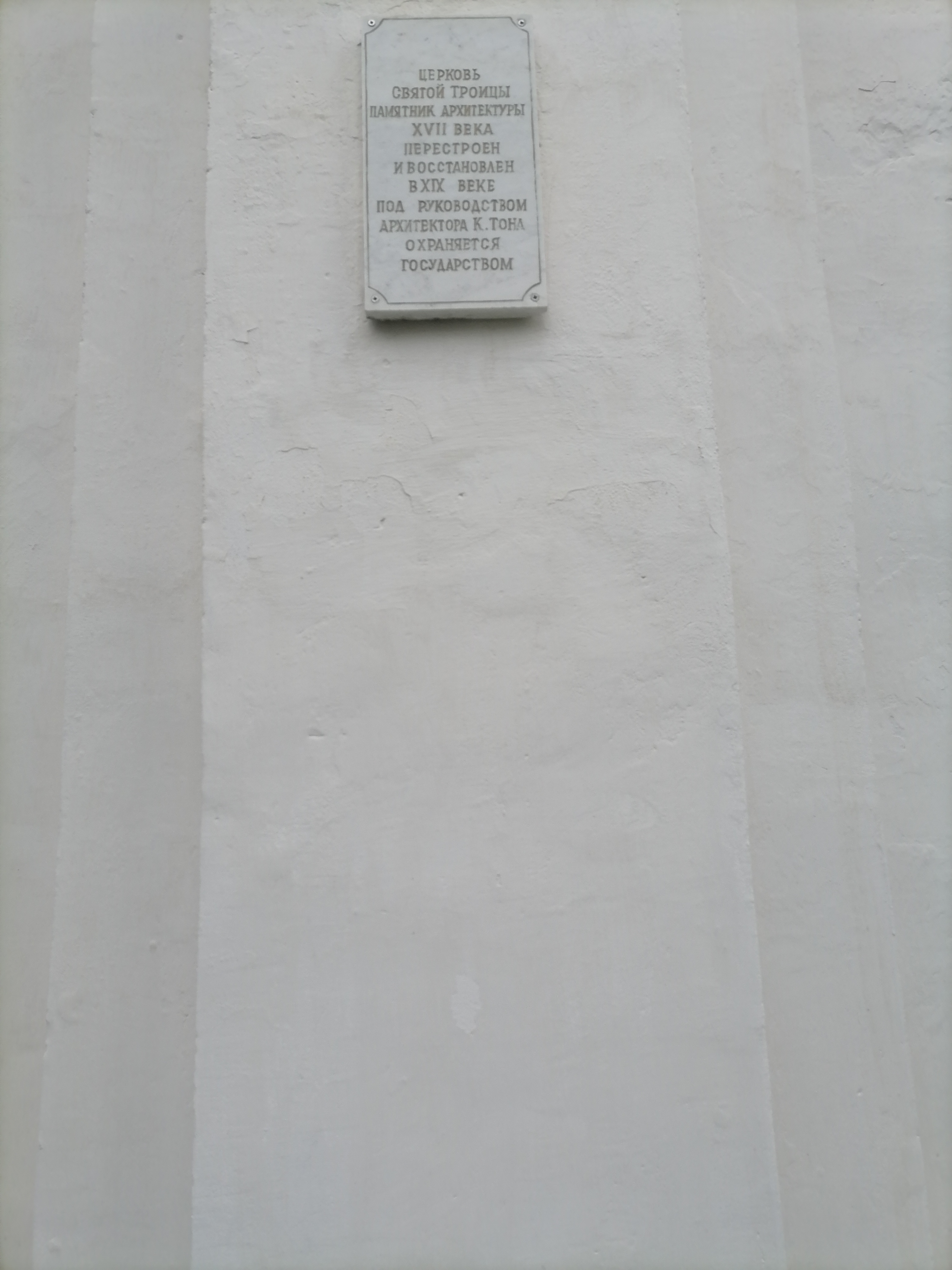

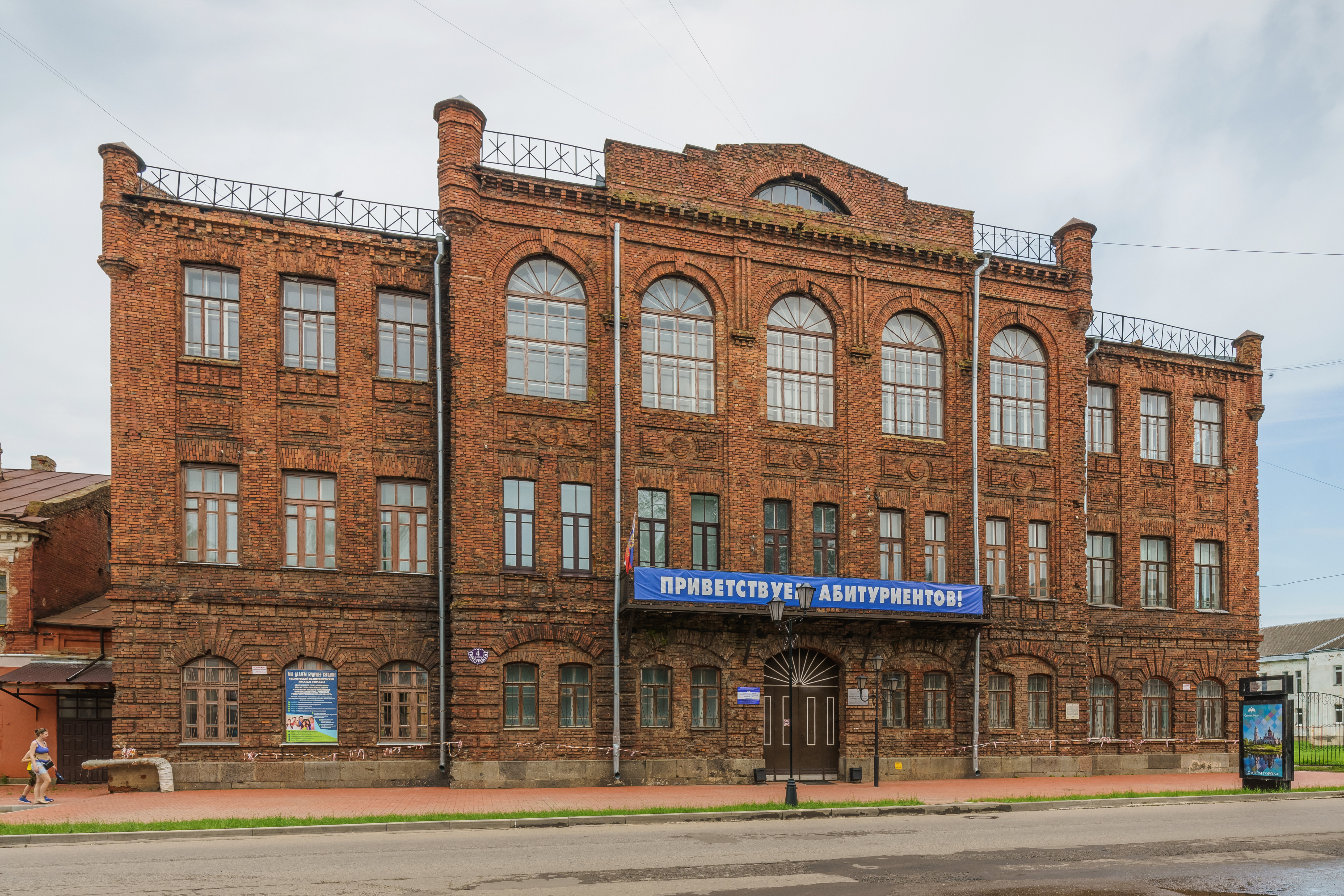
Бывшее Алексеевское реальное училище
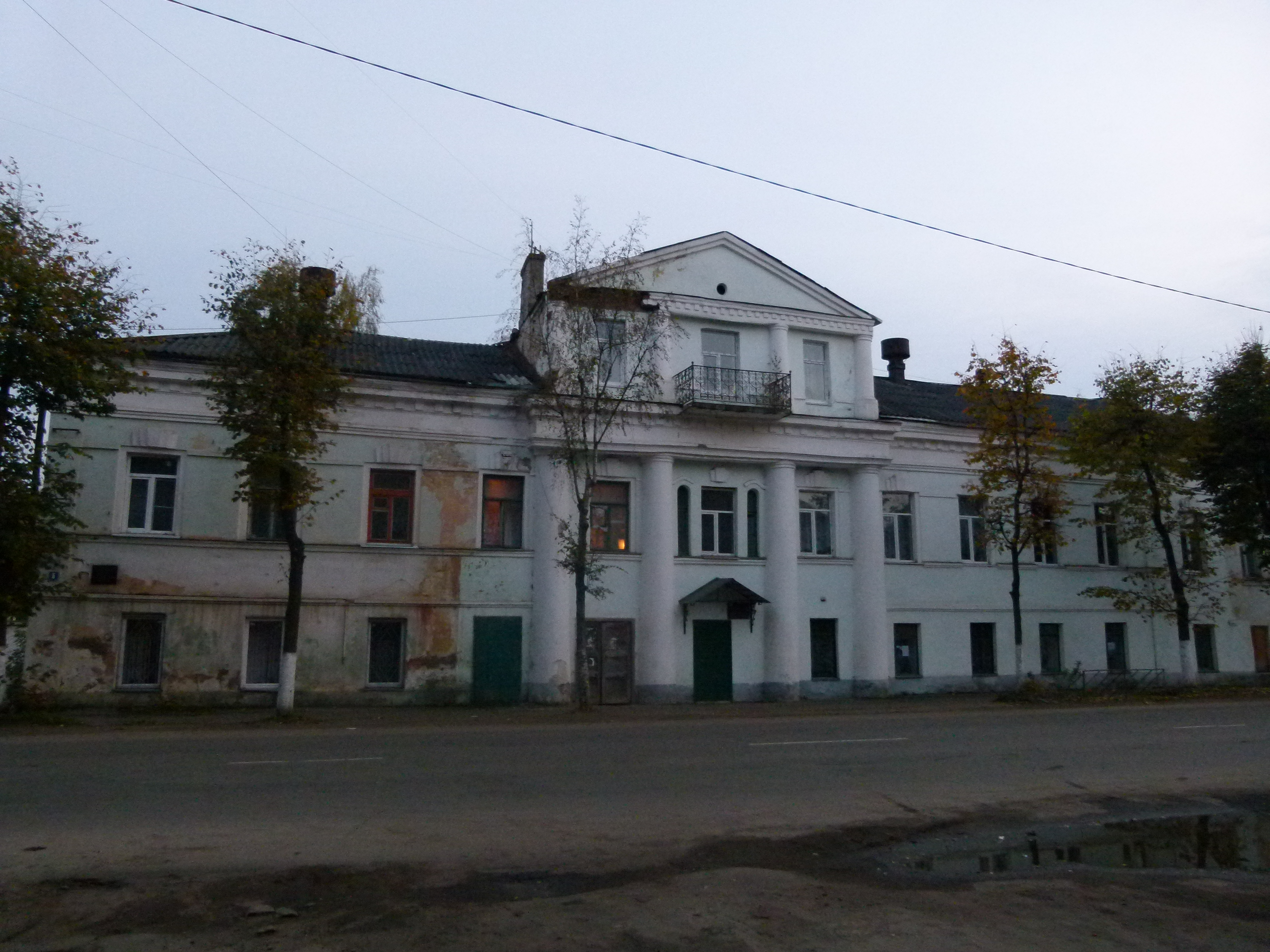
Дом Беляева
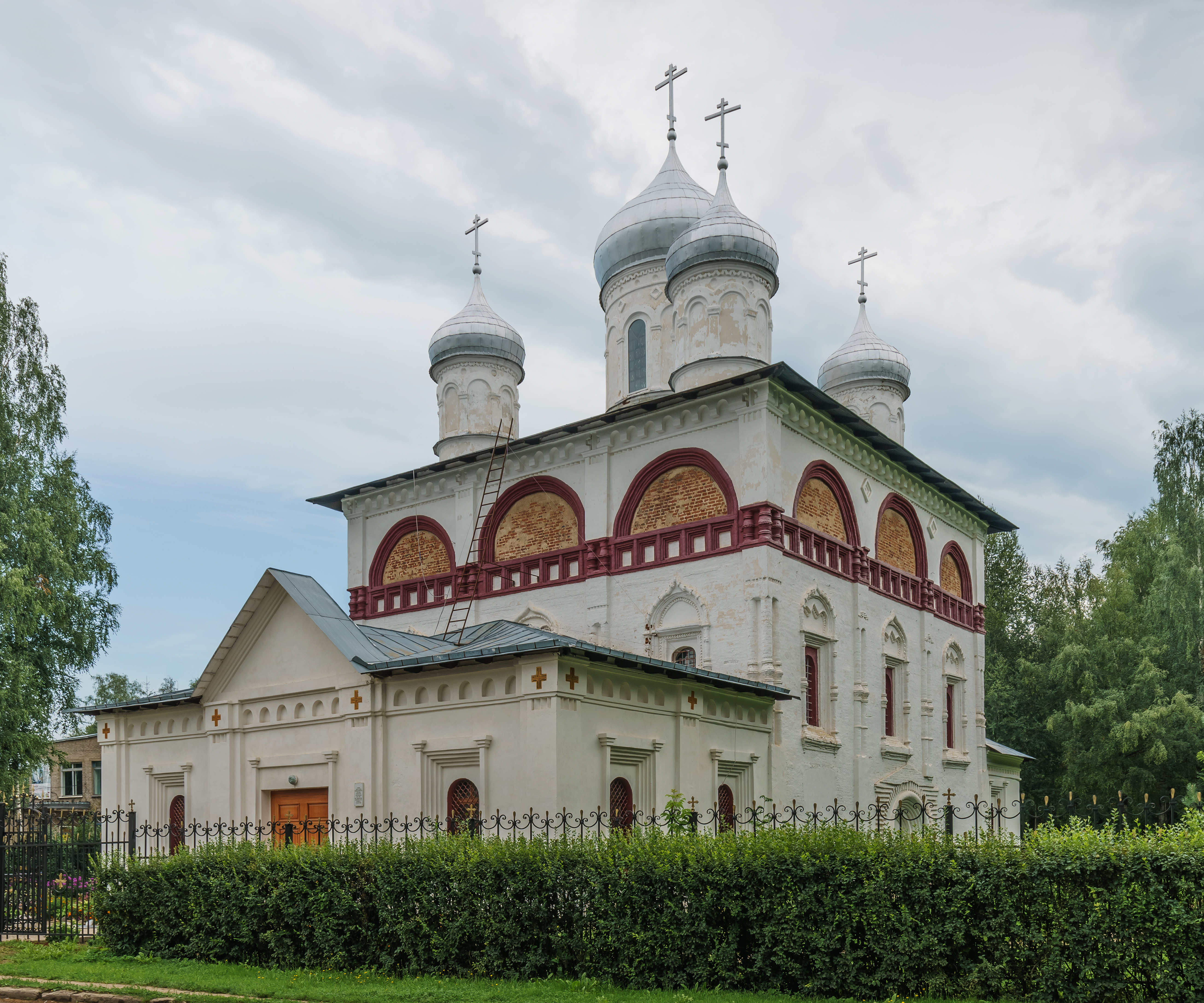
Троицкая церковь
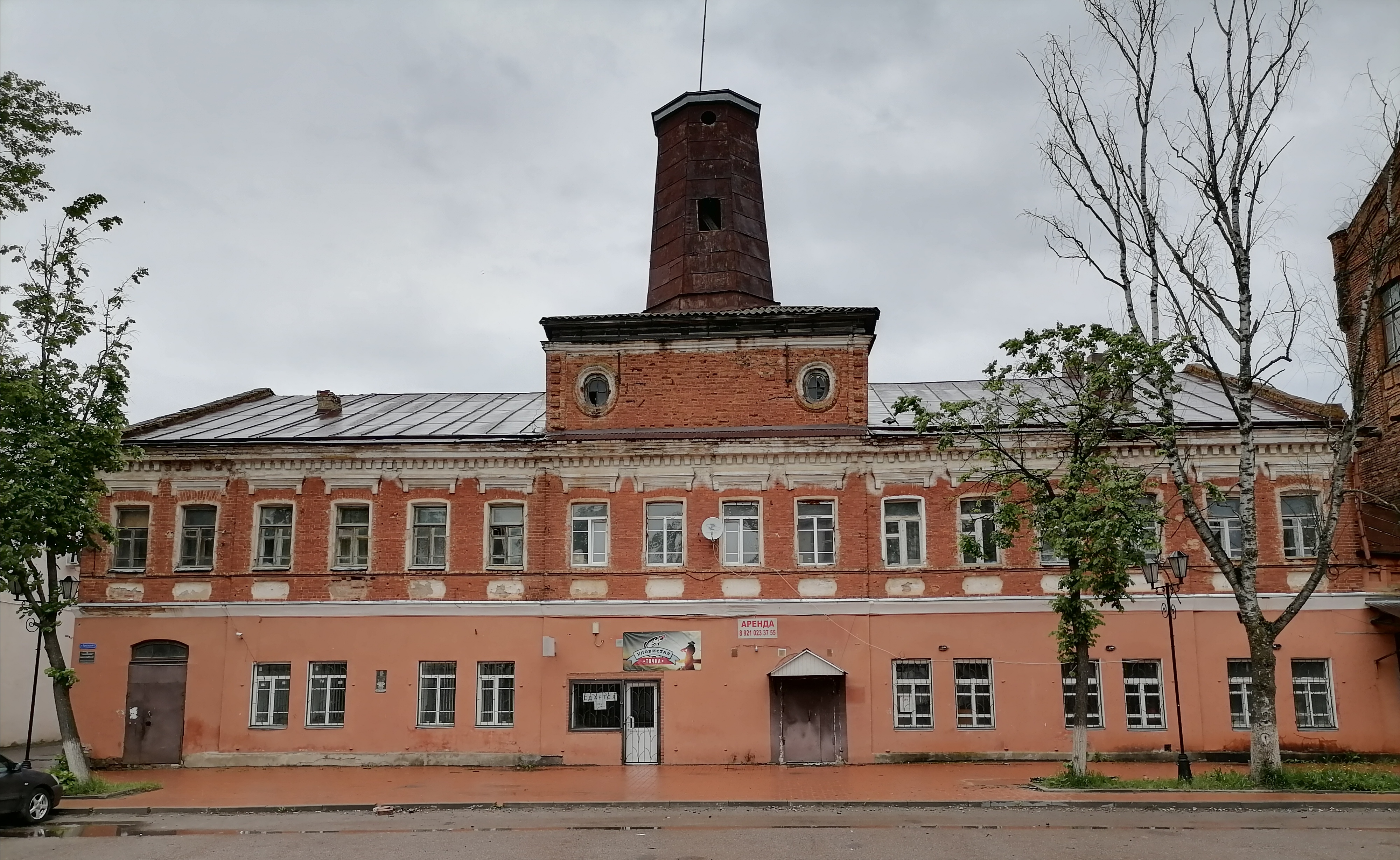
Бывшее пожарное депо
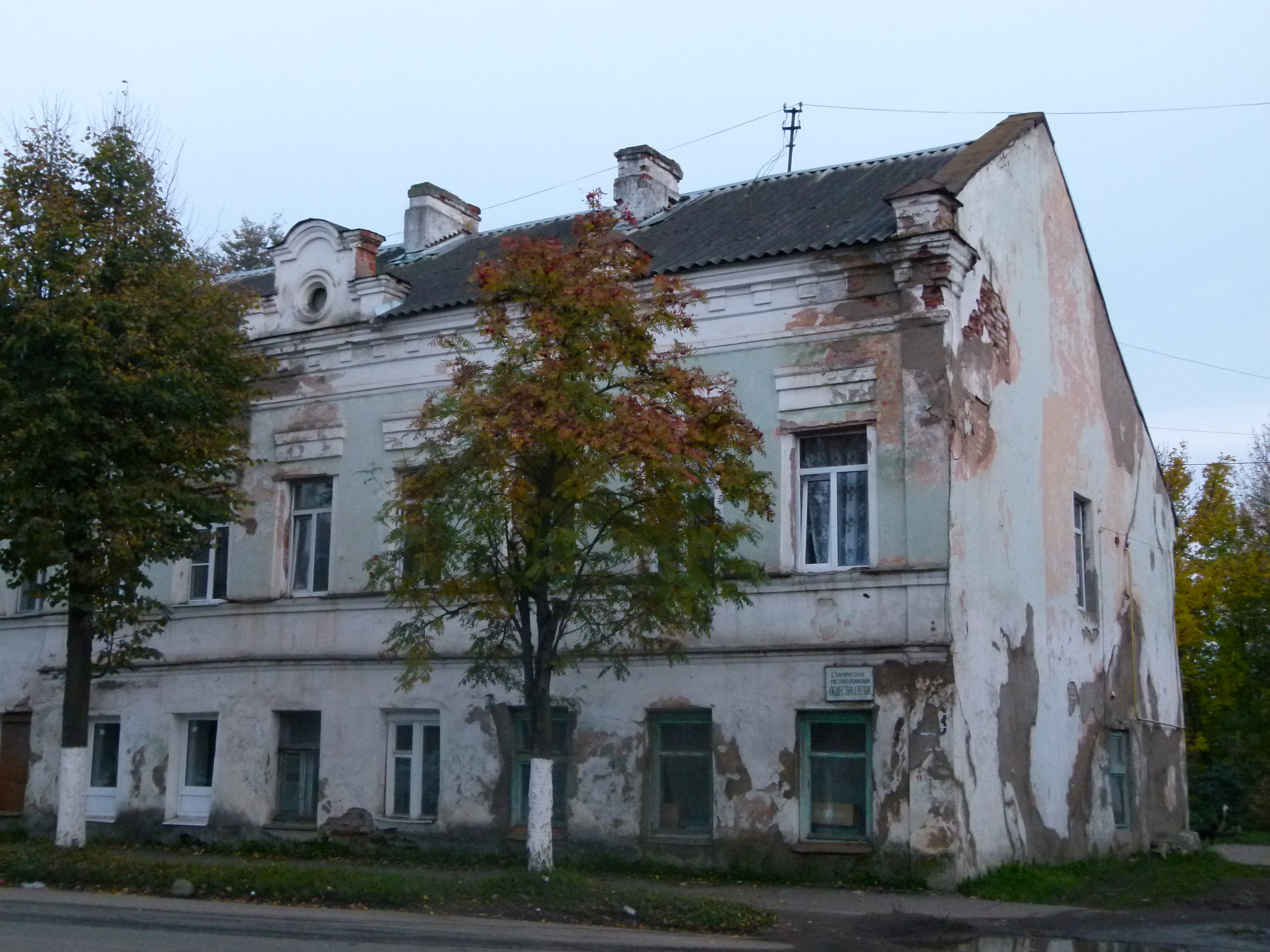
Дом Петрова